# Hostín u Vojkovic
Hostín u Vojkovic è un comune della Repubblica Ceca facente parte del distretto di Mělník, in Boemia Centrale.